# Steven Hill (judoka)
Steven Hill (ur. 4 maja 1971) – australijski judoka.
Uczestnik mistrzostw świata w 1993. Startował w Pucharze Świata w 1997 i 1999. Zdobył sześć medali mistrzostw Oceanii w latach 1990 - 2000. Mistrz Australii w 1992, 1998, 2000, 2001 i 2002 roku.